# چاه هفتاد تومانی ۲
چاه هفتاد تومانی ۲ یا حاج عباس شهابداین روستایی در دهستان گلستان بخش گلستان شهرستان سیرجان استان کرمان ایران است.

## جمعیت
بر پایه سرشماری عمومی نفوس و مسکن در سال ۱۳۹۵ جمعیت این مکان ۸۶ نفر (۲۷خانوار) بوده‌است.